# 吉良佳子 (政治家)
吉良 佳子（きら よしこ、1982年9月14日 - ）は、日本の政治家、参議院議員（3期）。日本共産党中央委員、常任幹部会委員、青年・学生委員会責任者。同党東京都委員会 雇用と就活対策室長。選挙運動等では吉良よし子の表記も使用する。
父は元高知県議会議員の吉良富彦、夫は目黒区議会議員の松嶋祐一郎（日本共産党）。

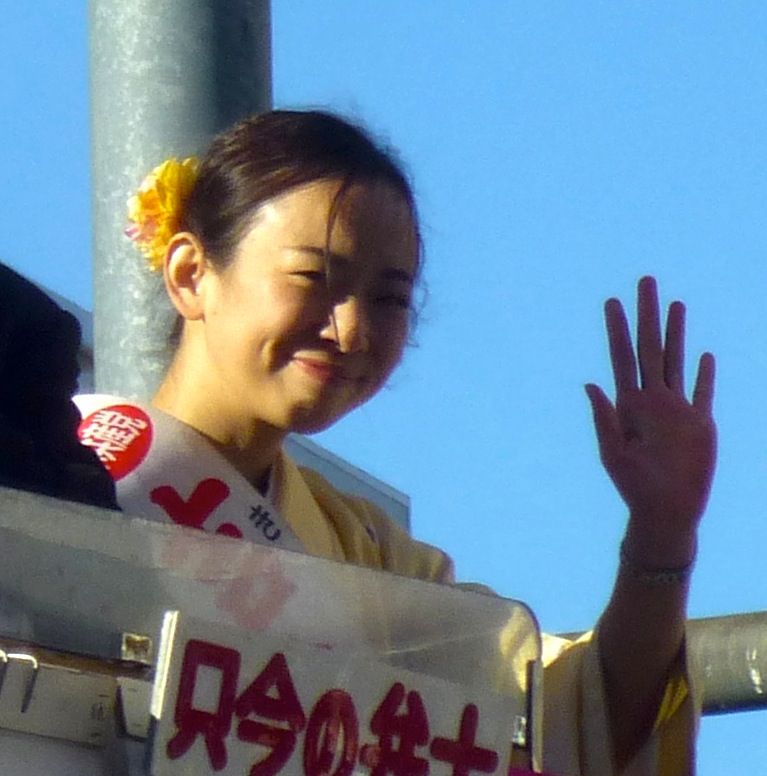
2013年

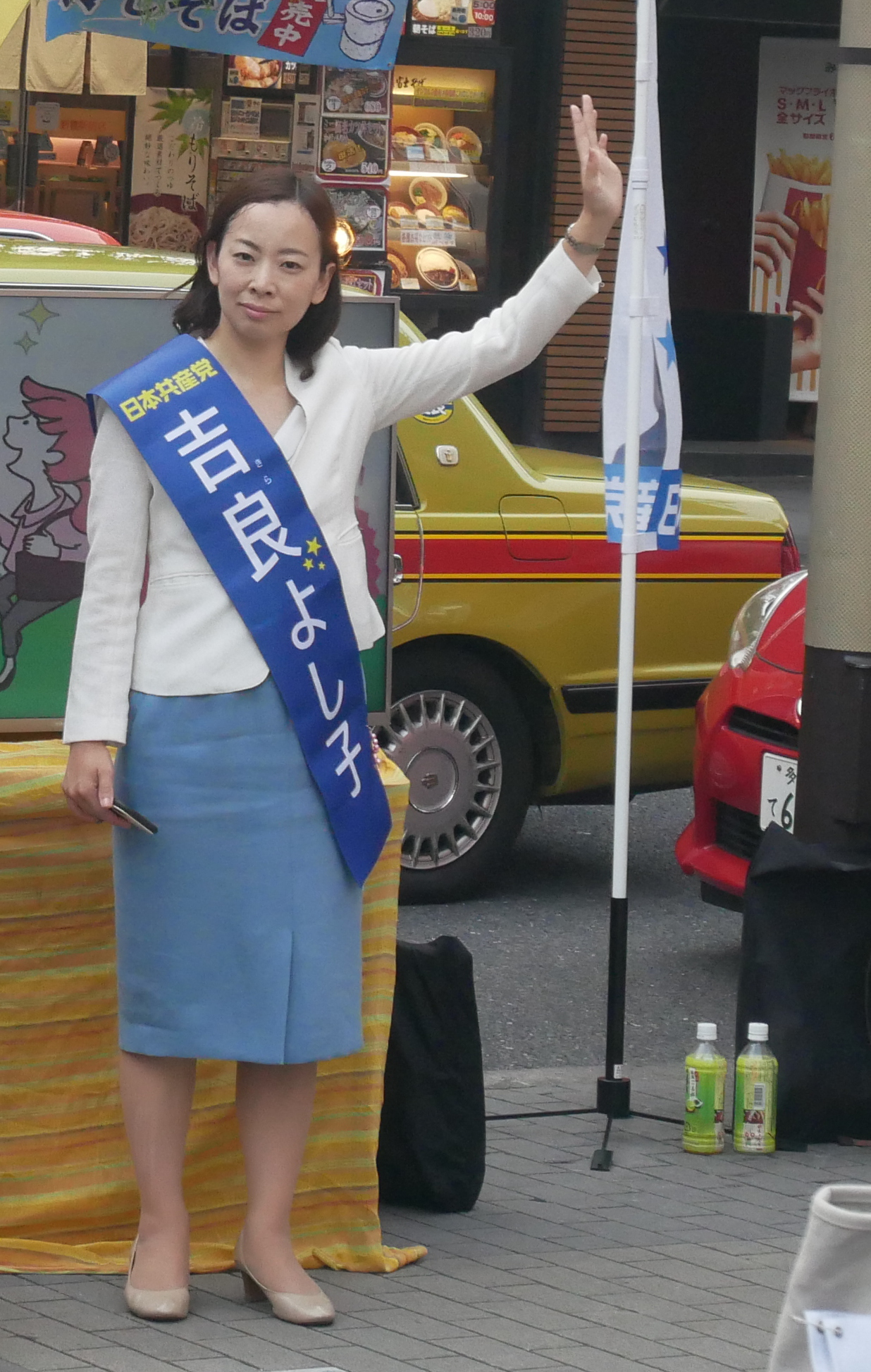
2019年

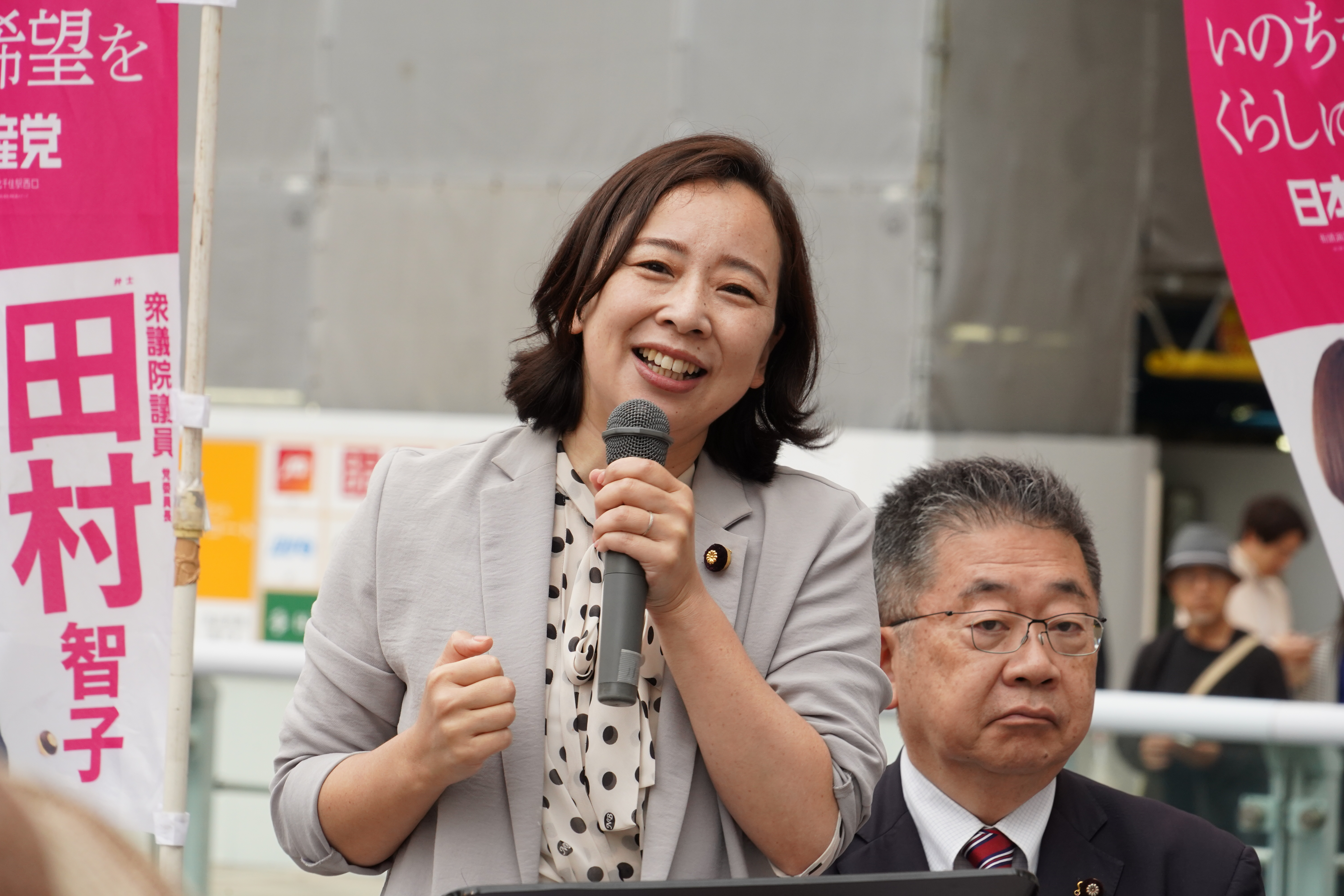
2025年

## 経歴
高知県高知市出身。父親は元小学校の教員で高知県議会議員の吉良富彦。母親も小学校の教員だった。幼い頃、戦争の絵本を読んでショックを受け、普通の飛行機も怖がるようになった時に日本に憲法9条があること、戦争中にも戦争に反対し続けた政党、日本共産党があることを母に教えられ日本共産党を支持しようと心に決めた。
高知県立高知追手前高等学校卒業。2004年に早稲田大学第一文学部（日本文学専修）卒業。大学在学中は合唱団に所属し、指揮を担当した。
東京都豊島区の宝印刷で4年間、「企業の社会的責任」の報告書作成支援の仕事をした。
2009年7月に実施された東京都議会議員選挙に日本共産党公認で豊島区選挙区から立候補。17,683票を獲得するも、次点で落選。
2013年7月に実施された第23回参議院議員通常選挙に日本共産党公認で東京都選挙区から立候補。703,901票を獲得し、3位で当選。日本共産党としては12年ぶりとなる東京都選挙区での議席獲得となった（東京都選挙区が5人区になってから3位当選した共産党議員は初めてである）。
2014年1月、日本共産党第26回大会で准中央委員に選出され、2017年1月の日本共産党第27回大会で中央委員に選出された。
2019年7月の第25回参議院議員通常選挙では、東京都選挙区で706,532票を獲得して3位で再選した。
2020年1月の第28回党大会第1回中央委員会総会で幹部会委員に選出され、第1回幹部会で常任幹部会委員に選出された。
2024年11月16日、翌年7月の第27回参議院議員通常選挙の東京都選挙区選挙区公認候補として擁立することが日本共産党から発表された。
2025年7月20日に執行された第27回参議院議員通常選挙に共産党公認候補として東京都選挙区に立候補し、562,443票を獲得して当選した。

## 政策・主張
- 就職氷河期世代の自身の経験から、ブラック企業対策を始めとする雇用問題に力を入れている[15]。
- 裁量労働制の導入に反対しており、2018年3月18日にエキタス主催で行われた街宣に日本共産党を代表してスピーチした[16]。
- 原発は日本に必要でないとしており[17]、2015年3月8日に国会議事堂前で行われたNo Nukes Day 反原発⭐️統一行動に志位和夫委員長・池内沙織衆院議員・藤野保史衆院議員と共に参加し、壇上で挨拶した[18]。
- 日本国憲法第9条の改正に反対[17]。
- 憲法改正の発議の要件である衆参両院の「3分の2以上の賛成」を「過半数の賛成」に引き下げるための日本国憲法第96条の改正に反対[17]。
- 集団的自衛権の行使を禁じた内閣法制局の憲法解釈の見直しに反対[17]。
- 日本における一院制の導入に反対[17]。
- 沖縄県宜野湾市の普天間飛行場は「国外に移設すべき」としている[17]。
- 日本の核武装について「将来にわたって検討すべきでない」としている[17]。
- 内閣総理大臣の靖国神社への参拝に反対[17]。
- 村山談話、河野談話の見直しに反対[17]。
- 原子力発電の外国への輸出に反対[17]。
- 死刑制度に反対[17]。
- 選択的夫婦別姓制度導入に「賛成」[19][20][21]。
- 同性婚について「賛成」[21]。

## 人物
- 家族は両親と弟の4人家族で父・富彦は日本共産党の高知市議会議員（2期）・高知県議会議員（4期）を務めた。母は小学校教員である[22]。
- 2014年12月20日、日本共産党員の目黒地区委員会の青年学生部長で2011年の目黒区議選、2013年の都議選に出馬し落選した松嶋祐一郎と結婚[9]。松嶋はその後、2015年4月の目黒区議会議員選挙で初当選した[23]。
- 2015年10月、第一子となる長男を出産した[24]。2020年11月には、第二子を出産している[25]。

## 政治活動
2015年1月17日に「集団的自衛権行使容認反対！　戦争できる国にしない！」を掲げた、国会ヒューマンチェーン「女の平和」（国会を赤い服を着た人間の鎖で囲み、首相の安倍晋三に「レッドカード」を突きつけるデモ）に、横湯園子（元中央大教授）、雨宮処凛、藤原真由美（日弁連憲法問題対策本部副本部長）､坂本洋子（ｍネット･民法改正情報ネットワーク理事長）、辛淑玉（のりこえねっと共同代表）らとともに、参加している。
首都圏反原発連合主催のデモにたびたび参加していることが、しんぶん赤旗紙上で報じられている。

## 選挙歴
| 当落 | 選挙                     | 執行日         | 年齢 | 選挙区       | 政党       | 得票数     | 得票率 | 定数 | 得票順位 /候補者数 | 政党内比例順位 /政党当選者数 |
| ---- | ------------------------ | -------------- | ---- | ------------ | ---------- | ---------- | ------ | ---- | ------------------ | ---------------------------- |
| 落   | 2009年東京都議会議員選挙 | 2009年7月12日  | 26   | 豊島区選挙区 | 日本共産党 | 1万7863票  | 16.13% | 3    | 4/5                | /                            |
| 当   | 第23回参議院議員通常選挙 | 2013年07月21日 | 32   | 東京都選挙区 | 日本共産党 | 70万3901票 | 12.49% | 5    | 3/20               | /                            |
| 当   | 第25回参議院議員通常選挙 | 2019年07月21日 | 36   | 東京都選挙区 | 日本共産党 | 70万6532票 | 12.28% | 6    | 3/20               | /                            |
| 当   | 第27回参議院議員通常選挙 | 2025年07月20日 | 42   | 東京都選挙区 | 日本共産党 | 56万2443票 | 8.1%   | 7    | 6/32               | /                            |